# Hotel Astoria (Bruxelles)

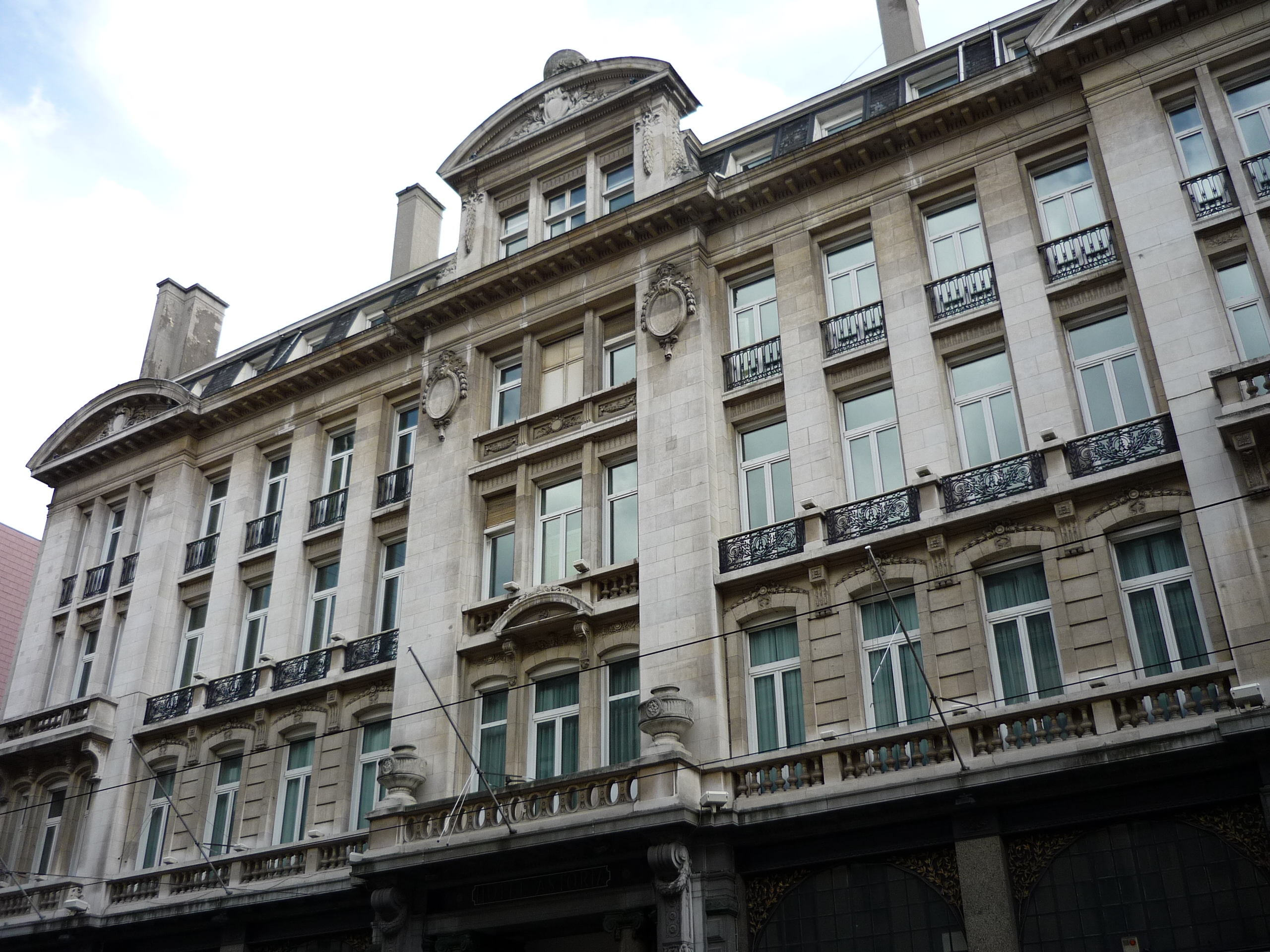
L'hotel Astoria di Bruxelles nell'anno 2008.

L'hotel Astoria è uno dei più prestigiosi alberghi storici di Bruxelles.
Si trova ai numeri 101-103 della rue Royale a Bruxelles.

## La storia
È stato costruito nel 1909 per l'Esposizione mondiale di Bruxelles del 1910, su richiesta del re Leopoldo II al posto del vecchio Mengelle Hotel.
È opera del famoso architetto Henri van Dievoet (1869-1931), nipote di Joseph Poelaert.
Costruito in un puro spirito parigino, la sua facciata Luigi XVI dà un aspetto aristocratico e lo stile Luigi XV degli ambienti interni sono pieni di distinzione e colpito dalla loro maestosità.
L'hôtel Astoria è un luogo mitico a Bruxelles, dove venivano i re, i grandi scrittori e i dirigenti del mondo.
Esso appare come l'hotel Sacher a Vienna, l'hôtel Ritz a Parigi, l'Hôtel Négresco a Nizza o il Pera Palace a Istanbul tra i leggendari hotel di lusso.
Dopo aver operato sotto il nome di Sofitel gruppo Accor, dal 2010, 100 anni dopo la sua costruzione, l'Hotel Astoria sarà restaurato dall'architetto Francis Metzger e un team di architetti Carmen Azevedo (Brasile), Thomas Brogniez e Virginia Vanongeval.